# Успенская церковь (Царицын)
Собо́р Успе́ния Пресвято́й Богоро́дицы — утраченный главный православный храм города Царицына (Волгограда). Находился в центре города, на территории нынешней верхней террасы центральной набережной, и был его высотной доминантой. Разрушен коммунистами в 1932 году.

## История

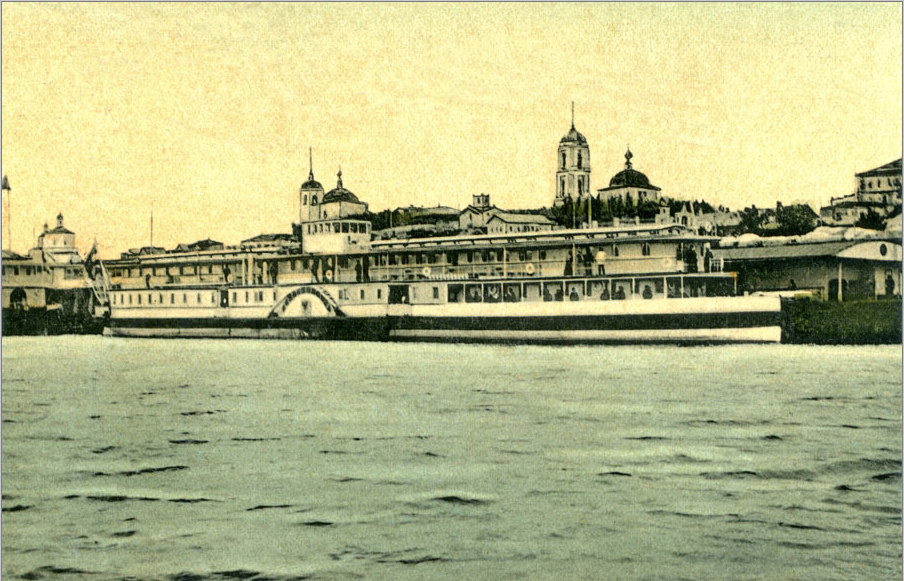
Вид с Волги на центр Царицына, снято до 1917 года. Церкви справа налево: Успенская, Троицкая, Иоанно-Предтеченская

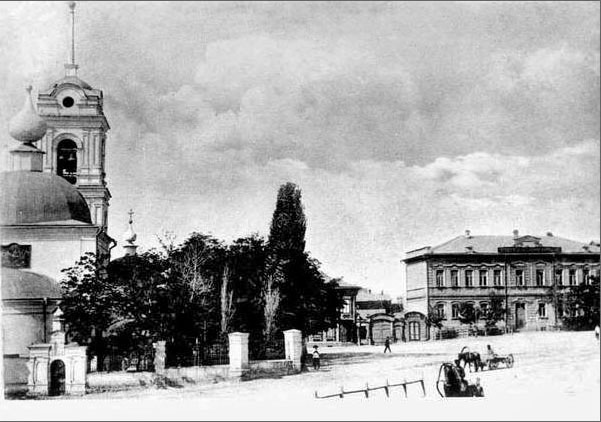
Успенская площадь. Справа от церкви здание Городской управы

### XVII—XVIII века
Первое деревянное строение храма возведено в 1683 году по инициативе митрополита Астраханского Савватия. Церковь заняла место на западной стороне Успенской площади, главной в Царицынском остроге (теперь это площадка у памятника лётчику Хользунову).
В 1718 году на месте деревянного здания было построено и освящено каменное, второе в городе после небольшой Иоанно-Предтеченской церкви, штат которой из-за бедности прихода был приписан к Успенской церкви в 1843 году.
Священник церкви Никифор Григорьев в 1772 году был арестован и казнён за пособничество участникам восстания казака Федота Богомолова, выдававшего себя за царя Петра III:

«Один царицынский соборный священник четыре раза был у самозванца, сидящего под караулом, приносил ему просфиры и всегда говорил с ним тайно. Священника посадили под арест. Народ начал говорить вслух, что царь сидит в тюрьме. В одно время большая толпа народа собралась к гауптвахте с кольями и дубинками и хотела освободить самозванца и священника. Караул ударил тревогу, прибыл комендант с офицерами и, разогнав народ, возмущение прекратил»— Леопольдов А. Ф. Исторический очерк Саратовского края

### XIX век
Храм сыграл роль в развитии местного краеведения. Служивший здесь протоиерей (а затем благочинный) Петр Лугарев (Венгеров) написал несколько трудов по истории Царицына, городских церквей и калмыцкого народа. Он же обращал калмыков в христианство, открыв для них в 1838 году школу русского языка в колонии недалеко от села Городище.
Два внешних придела, Знамения Божией Матери с южной стороны и Рождества Богородицы с северной, были возведены в 1850 году, а до этого размещались внутри трапезной.
Армянский патриарх Геворг IV, находясь в Царицыне в 1870 году, подарил собору часть мощей Николая Угодника, сообщал в «Историко-географическом словаре Саратовской губернии» краевед Александр Минх.
Согласно тому же источнику, в 1871 году церковь посетил император Александр II во время путешествия по Волге, а позже — его супруга Мария Александровна.
В 1884 году колокольня, прежде невысокая и круглая, была перестроена в классическом стиле, сильно отличающимся от основного здания.
Церковно-приходская школа при храме работала с 1885 года, а в 1894 году для неё была сооружена каменная пристройка.
Число прихожан в 1895 году составляло 4556 человек, включая 344 раскольника. К приходу были приписаны жители ближайших к Царицыну хутора Новоникольского и села Верхняя Ельшанка с расположенной в нём церковью Александра Невского. Храму принадлежала также каменная часовня во имя святого Благоверного князя Александра Невского на Базарной площади города. В штате Успенской церкви, кроме протоиерея, числились два священника, диакон и три псаломщика.

### XX век
В 1901 году обедню в церкви отслужил гостивший в Царицыне Иоанн Кронштадтский.
Священник церкви Василий Мраморнов в 1912 году назначен преподавателем закона Божьего в 4-й женской гимназии.
Успенскую церковь называли «лучшим храмом Царицына», пока в 1918 году статус главного и самого значительного в городе культового сооружения не перешёл к Александро-Невскому собору.
Протоиерей Успенского собора Владимир Пашин в 1920 году был арестован и расстрелян в ходе «красного террора». Василий Мраморнов, в октябре 1917 года выступивший в Царицынской городской думе против передачи церковно-приходских школ в ведение Министерства народного просвещения, был затем трижды осуждён «за контрреволюционную пропаганду» — в 1923, 1930 и 1931 годах.
В 1932 году храм разрушен Советской властью вместе с большинством других церквей города.

## Архитектура

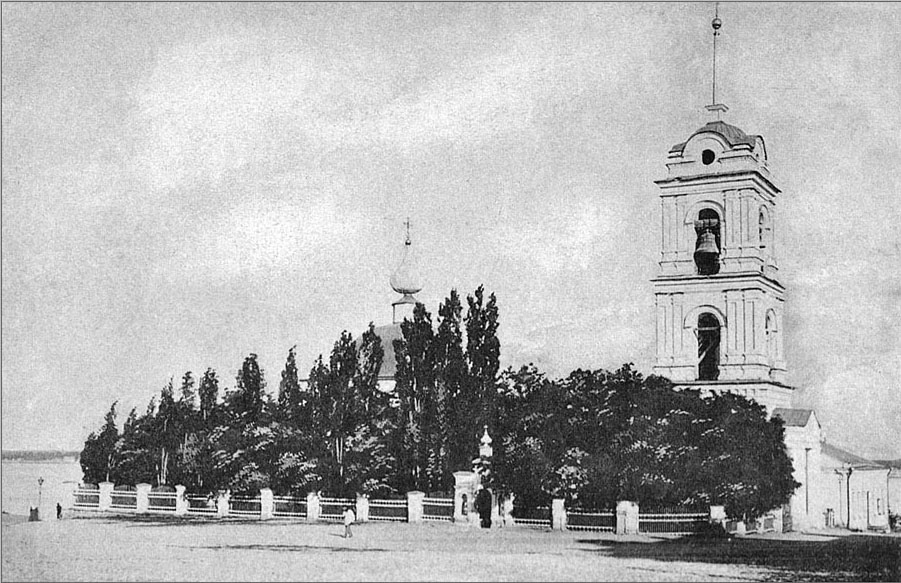
Колокольня была самой выразительной частью храма

Церковь имела продольно-осевую композицию, её составными частями были апсида, четверик, трапезная и выстроенная позже трёхъярусная колокольня. Частью комплекса, окружённого садом с оградой, были также южный и северный приделы, деревянные дома для протоиерея, священника и псаломщиков.
Массивный четверик был перекрыт сомкнутым сводом с довольно плоским полигональным куполом, на котором возвышался барабан с главкой.

 «Колокольня явно возведена позже, по сравнению с храмом она более выразительна. Пролёты звонов выделены пилястрами, классическими портиками, оформляющими нижний ярус».— Серебряная В. В. Культовое зодчество как часть культурного наследия Волгоградской области
Возведение церкви «несомненно выполнено местными каменщиками, их техническое исполнение грубовато», — считает кандидат исторических наук Валентина Серебряная.

## Реликвии
Подробное описание главных реликвий храма в начале XX века привёл Александр Минх.
- Евангелие 1681 года церкви пожертвовал в 1688 году думный дворянин Михаил Глебов, несколько лет прослуживший воеводой Царицына[14]
- Выставленный в приделе Рождества Богородицы образ Нерукотворного Спаса в древнерусском вкусе был написан в 1686 году
- Образ Воскресения Христа, выполнен не позже 1730 года
- Икона Николая Чудотворца, в которой хранились подаренные армянским патриархом мощи. К ней «раскольники и калмыки испытывают особенное уважение»
- Иконы Живоначального Источника Богоматери, Илии Пророка, Параскевы Пятницы, казанских святителей Гурия и Варсонофия